# Orectanthe ptaritepuiana
Orectanthe ptaritepuiana är en gräsväxtart som först beskrevs av Julian Alfred Steyermark, och fick sitt nu gällande namn av Bassett Maguire. Orectanthe ptaritepuiana ingår i släktet Orectanthe och familjen Xyridaceae. Inga underarter finns listade i Catalogue of Life.